# 75 Ark
75 Ark – wytwórnia płytowa wydająca muzykę z gatunku hip-hop, istniejąca w latach 1994-2001.

## Artyści
- Encore
- Dr. Octagon
- Antipop Consortium
- The Nextmen
- The Coup
- Deltron 3030
- Lovage
- Unsung Heroes